# Styphnolobium
Styphnolobium é um género botânico pertencente à família Fabaceae.
O género foi descrito por Heinrich Wilhelm Schott e publicado em Wiener Zeitschrift für Kunst, Litteratur, Theater und Mode 3: 844. 1830.
Trata-se de um género reconhecido pelo sistema de classificação filogenética Angiosperm Phylogeny Website.

## Espécies
O género é composto por 9 espécies descritas, das quais 6 são aceites:
- Styphnolobium burseroides M. Sousa, Rudd & Medrano
- Styphnolobium caudatum M.Sousa & Rudd
- Styphnolobium conzattii (Standl.) M. Sousa & Rudd
- Styphnolobium japonicum (L.) Schott
- Styphnolobium parviflorum M. Sousa & Rudd
- Styphnolobium protantherum M. Sousa & Rudd